# Terraplane BC6
Le Terraplane BC6, développé au début des années 1960 par la société Bertin et Cie, est un véhicule utilitaire expérimental à coussin d'air. Conçu comme une évolution du Terraplane BC4, il illustre une tentative d'optimisation de la sustentation par coussin d'air, tout en réduisant les coûts et les contraintes liés à l'utilisation d’un turboréacteur. Le BC6 repose sur une motorisation hybride, combinant deux moteurs Porsche dédiés à la sustentation et un moteur Panhard pour la propulsion.
Sa conception repose sur huit jupes indépendantes, alimentées en air par des ventilateurs centrifuges, qui assurent la portance et permettent de franchir divers types de terrains, y compris les sols meubles, les surfaces inondées ou les obstacles de faible hauteur. La propulsion et la direction sont renforcées par un système de roues, avec une roue avant directrice et une roue arrière motrice équipée d’un frein à disque.
Présenté officiellement en 1963 lors du Salon de l’aéronautique et de l’espace, le BC6 se distingue par sa capacité à opérer dans des zones dépourvues d’infrastructures routières, tout en offrant une meilleure économie de fonctionnement par rapport à son prédécesseur.

## Développement
La société Bertin et Cie, basée à La Garenne-Colombes, mène des recherches principalement orientées vers l’aérodynamique et la thermodynamique appliquées. À partir de 1957, Jean Bertin s’est intéressé à l’effet de sol dans le cadre de travaux sur la sustentation par jet, la réduction des nuisances sonores et la déviation des flux d’air. Il a mis au point et breveté un éjecteur alimenté par des gaz chauds, conçu pour augmenter le flux d'air atmosphérique. Le Terraplane BC4, en tant que prototype, a démontré ce concept, ouvrant la voie à de nouvelles applications pour les véhicules à coussin d'air.Conçu au début des années 1960, le BC4 avait établit la faisabilité des déplacements sur coussin d’air grâce à ses huit coussins indépendants alimentés par un turboréacteur. Bien que prometteur, ce prototype souffrait d’une consommation élevée et d’un niveau sonore important, limitant ses applications pratiques.Le Terraplane BC6 est une évolution directe du prototype BC4, développé par la Société Bertin et Cie pour améliorer les performances et l'économie de fonctionnement du concept initial.
Le 10 juin 1963, la société Bertin et Cie a officiellement présenté le Terraplane BC6 lors d’une démonstration organisée, lors du Salon de l'aéronautique et de l'espace, à l'aéroport du Bourget à Saint-Denis. Le BC6 repose sur un système de huit jupes souples indépendantes, chacune alimentée en air par des ventilateurs centrifuges. Ces derniers sont actionnés par deux moteurs Porsche refroidis par air, développant chacun 90 chevaux. Ce dispositif permet la sustentation et une répartition de la portance sur huit points, conférant à l’engin une capacité à franchir des terrains variés, notamment les sols meubles, les surfaces détrempées ou encore les petites étendues d’eau. Sa polyvalence le rendent adapté aux environnements dépourvus d’infrastructures routières développées. Destiné principalement à une utilisation terrestre, le BC6 est équipé d'une roue avant directrice et d'une roue arrière motrice, ce qui lui assure une précision de trajectoire et une amélioration du freinage. Le BC.6 fonctionne avec une puissance installée réduite, ce qui en fait un véhicule plus économique que le BC4. Cependant, son utilisation reste restreinte à des terrains relativement plats, dépourvus d’obstacles dépassant 30 cm de hauteur.
La présentation du BC6 a mis en évidence ses capacités techniques et sa maniabilité, attirant l'attention des milieux civils et militaires. Ce véhicule, présente un intérêt pour des usages tels que le transport de marchandises ou de matériel, ainsi que pour des missions spécifiques comme les interventions dans des régions sinistrées ou isolées. L'appareil a démontré qu'en dépit d'une puissance réduite par rapport au BC4, il restait soutenu par l'air même sur des terrains particulièrement accidentés, et ce, même lorsque quatre de ses jupes étaient fortement déformées par des obstacles ou perdaient rapidement de l'air.
Le développement du BC6 reflète une volonté de la société Bertin et Cie d’améliorer l’efficacité et l’accessibilité des véhicules à coussin d’air. En remplaçant le turboréacteur coûteux du BC4 par un système de propulsion reposant sur des moteurs plus simples et économes en énergie, l’entreprise a cherché à réduire les coûts d’exploitation et à faciliter une éventuelle production industrielle. Ces améliorations s’inscrivent dans une démarche visant à démontrer la faisabilité technique et l’intérêt pratique du concept pour des applications à plus grande échelle, notamment avec le principal constructeur aéronautique français de l'époque, Sud-Aviation qui a conclu une option en 1962 pour produire les Terraplanes de Bertin. Par la suite, l'entreprise a poursuivi le développement de véhicules plus grands, en cherchant à réduire encore les coûts, notamment le Terraplane BC8, successeur du BC6, afin d'améliorer l'efficacité et la rentabilité.

## Conception
Le Terraplane BC6 est un véhicule tout-terrain avec un poids à vide de 1 600 kg et une charge utile de 1 400 kg, pour un poids total de 3 000 kg en charge. Il peut atteindre une vitesse maximale de 70 km/h sur terrain lisse, son autonomie est de 200 km. Le véhicule est capable de franchir des obstacles d'une hauteur maximale de 30 cm et de monter des pentes jusqu'à 15 %.

### Motorisation
Le Terraplane BC6 dispose d'une motorisation hybride, comprenant un moteur à pistons refroidi par air de marque Panhard, d'une puissance de 50 à 65 chevaux, assurant la propulsion conventionnelle du véhicule, ainsi que deux moteurs Porsche de type 616, également refroidis par air, d'une puissance de 90 chevaux chacun, dédiés à la sustentation.
Le BC6 est un véhicule à deux roues, une avant et une arrière qui assurent la propulsion et la direction sur terrain plat. La roue avant, d'un diamètre de 0,80 mètre, est reliée au volant de direction par un système hydraulique. La roue arrière assure la propulsion et est équipée d'un frein à disque. Le moteur Panhard et la roue arrière sont montés sur une poutre fixée à l'arrière du caisson, formant un chariot propulseur détachable, qui permet de dégager l'arrière du véhicule, facilitant ainsi l'accès au plateau de chargement. Les roues du véhicule supportent entre 10 et 20 % du poids total, le poids restant étant répartit sur les coussins d'air du systèmes de sustentation.
Sur terrain accidenté, le BC6 repose sur ses huit jupes grâce à la sustentation. Au-dessus de chaque paires de jupes se situe un ventilateur centrifuge, dont la volute de distribution se connecte directement aux jupes. Chaque rangée de quatre jupes est alimenté en air par deux ventilateurs, entraînés par un moteur via une transmission souple, elles peuvent être couplées pour un fonctionnement simultané ou indépendant. Le circuit hydraulique est alimenté par deux pompes, entraînées par les moteurs de sustentation, bien qu'un seul moteur soit suffisant pour assurer le bon fonctionnement du système.
L'alimentation électrique est assurée par deux circuits indépendants, l'un dédié aux moteurs de sustentation et l'autre au moteur de propulsion ainsi qu'aux autres équipements.

### Coussins d'air
Les huit jupes légerement coniques ont un diamètre de 1,45 m et une hauteur de 0,60 m, elles sont constituées de tissu et de caoutchouc. Chaque jupe est fixée à la coque par une articulation étanche à sa partie supérieure, tandis qu'un anneau métallique, situé quelques centimètres plus bas autour de chaque jupe, permet une inclinaison suivant les axes transversal et longitudinal, ou les deux. Les anneaux des huit jupes sont reliés à un système de contrôle mécanique.Ces jupes sont inclinables dans toutes les directions grâce à des supports à rotules, contrôlée depuis le poste de pilotage. Les jupes sont alimentées par quatre ventilateurs centrifuge fonctionnant à 1060 tr/min, monté de chaque côté du caisson. En fonctionnement normal, la pression générée est de 2,5 bars, ce qui suffit à assurer la sustentation avec quatre coussins d'air gonflés, les quatre autres coussins peuvent s'écraser ou se déformer pour permettre le franchissement d’obstacles.

### Châssis
La structure du véhicule est constituée en alliage léger et se compose de deux parties démontables. Le caisson, qui est étanche, garantit la flottabilité du véhicule, en cas de panne sur l'eau. L'encombrement du véhicule a été étudié pour respecter les dimensions du gabarit international des chemins de fer. Les moteurs de sustentation sont positionnés à l'avant, de part et d'autre du véhicule, et sont alimentés en essence par un réservoir situé juste devant le poste de pilotage. Le carburant destiné au moteur de la roue arrière est stocké entre les deux ventilateurs de sustentation centraux, du côté bâbord.

### Pilotage
Le pilotage du Terraplane BC6 repose sur plusieurs commandes qui régulent l'inclinaison des jupes et la position des roues. La rotation du volant de direction vers la droite incline le groupe avant des jupes vers la gauche, générant une poussée latérale et faisant tourner progressivement le véhicule vers la droite, tandis que le groupe arrière s'incline dans la direction opposée. Hors de l'eau, la précision de la direction est améliorée par la roue avant, maintenue contre le sol par un vérin hydraulique et reliée aux commandes du volant. Une grande manette de commande permet d'incliner les huit jupes simultanément à gauche ou à droite, pour un déplacement latéral sans rotation. Une autre manette  incline les jupes vers l'avant ou l'arrière, assurant l'accélération dans ces directions. Le freinage est contrôlé par une pédale de frein, similaire à celle d'une automobile, qui agit sur la roue arrière. Les petites manettes permettent de lever les roues avant et arrière et de varier la charge appliquée sur celles-ci, soit simultanément, soit indépendamment.

### Versions
Bien qu'un seul Terraplane BC6 ait été produit, la société Bertin & Cie avait développé un système de gamme sur mesure, adapté à différents besoins dans le cadre d'une commercialisation. L’aéroglisseur Terraplane BC6 était le prototype d'une gamme de véhicules dont les équipements, ainsi que les capacités de charge, pouvaient être ajustés en fonction des besoins. Les tonnages utiles pouvaient varier entre 2 et 10 tonnes, la limite de 10 tonnes étant déterminée afin de respecter les contraintes dimensionnelles applicables aux utilisations sur route ouverte. Pour un véhicule de 10 tonnes de charge utile, la longueur aurait été d’environ 16 mètres et la largeur de 4 mètres. Selon les besoins, ces aéroglisseurs pouvaient être aménagés pour le transport de passagers, de charges diverses, ou encore en tant que véhicules de secours incendie.